# Corydalis elata
Corydalis elata är en vallmoväxtart som beskrevs av Bureau et Franch.. Corydalis elata ingår i släktet nunneörter, och familjen vallmoväxter. Inga underarter finns listade i Catalogue of Life.